# غلين كامبل
غلين ترافيس كامبل (22 أبريل 1936 - 8 أغسطس 2017) هو مغني كانتري ومقدم تلفزيوني كما مثل في أدوار قليلة. عرف بسلسلة من الأغاني الناجحة في الستينات والسبعينات، فضلا عن استضافته لبرنامج منوع بعنوان The Glen Campbell Goodtime Hour على شاشة تلفزيون سي بي اس.
وخلال خمسين عاما من مسيرته الفنية، أصدرت كامبل أكثر من 70 ألبوما. وباع 45 مليون اسطوانة وجمع 12 تصنيف ذهبي و4 تصنيفات بلاتيني وتصنيف بلاتيني مزدوج. ومن بين أعماله الناجحة أغنية جون هارتفورد "Gentle on My Mind"، وأغنية جيمي ويب "By the Time I Get to Phoenix"، "Wichita Lineman" و"Galveston"، وأغنية لاري ويس "Rhinestone Cowboy" وأغنية ألن توسان "Southern Nights".
حصل كامبل على أربعة جوائز جرامي عن فئتي الكانتري والبوب في عام 1967. حصل عن أغنية "Gentle on My Mind" على جائزتين في فئة الريف، كما تلقى جائزتين عن أغنية "By the Time I Get to Phoenix" في فئة البوب. في عام 1969 اختاره الممثل جون واين ليمثل معه في فيلم عزم حقيقي، وترشح كامبل لجائزة غولدن غلوب عن أفضل ممثل واعد. كما غنى كامبل أغنية الفيلم والتي ترشحت لجائزة الأوسكار.
في عام 2005، أدخل كامبل في قاعة مشاهير موسيقى الريف.

## السيرة

### فترة الخمسينات والستينات
ولد غلين كامبل في بيلزتاون، وهو تجمع سكني صغير بالقرب من مدينة ديلايت في مقاطعة بايك في أركنسو. وكان ترتيبه السابع بين 12 طفلا. كان والده مزارعا بالمشاركة من أصل اسكتلندي. بدأ العزف على الجيتار في شبابه دون تعلم الموسيقى. وكان يشكر عمه بو لتعليمه على الإيتار.
في عام 1954 انتقل كامبل إلى ألبوكيركي للانضمام لفرقة عمه المعروفة باسم ديك بيلز أند سانديا ماونتن بويز. هناك ظهر أيضا في برنامج عمه الإذاعي وعلى برنامج أطفال على محطة التلفزيون KOB المحلية. وفي عام 1958 شكل كامبل فرقته الخاصة، وسترن رانغلرز.
في عام 1960، انتقل كامبل إلى لوس أنجلس وأصبح عازف تسجيل. وفي ذاك الوقت كان كامبل يعزف مع فريق تشامبس. ثم ازداد الطلب عليه كعازف تسجيل. وأصبح ضمن مجموعة من فريق موسيقيي الاستوديو «ريكينغ كرو». وخلال هذه الفترة كان يعزف في تسجيلات بوبي دارين، ريكي نيلسون، دين مارتن، نات كينغ كول، مونكيز، نانسي سيناترا، ميرل هاغارد، جان ودين،  إلفيس بريسلي،  فرانك سيناترا وفيل سبيكتور.
في الفترة من ديسمبر 1964 إلى أوائل شهر مارس عام 1965، كان كامبل يعزف في حفلات بيتش بويز، ليحل محل بريان ويلسون. كما عزف الإيتار على ألبوم الفرقة "Pet Sounds" وغيرها من التسجيلات. وكان يعزف الباس غيتار في الحفلات.
في عام 1967 كان كامبل من بين المغنيين لأغنية "My World Fell Down" لفرقة ساجيتاريوس. وصلت الأغنية للمركز 70 على قائمة بيلبورد لأغاني البوب.

### بدايات مسيرته المنفردة
بحلول يناير 1961 عمل كامبل في وظيفة نهارية في شركة النشر أميريكان ميوزيك، وكان يكتب الأغاني ويسجل أغاني ترويجية. في مايو 1961 ترك فرقة تشاميس وبعد ذلك وقع مع شركة كريست، وهي شركة تابعة لأميريكان ميوزيك. أول أغنية أصدرها، "Turn Around Look At Me"، وحققت نجاحا متوسطا، وبلغت المركز 61 على قائمة بيلبورد لأغاني البوب. شكل كامبل فريق سي جي مع أعضاء تشامبس السابقين، وكانوا يغنون في فندق كروسبو في ضاحية فان نويس في لوس أنجلس. أصدر الفريق أغنية بعنوان "Buzzsaw"، لكنها لم تنجح.
في عام 1962 وقع كامبل مع شركة كابيتول. وحقق نجاحا طفيفا بأغنيته الأولى "Too Late to Worry, Too Blue to Cry"، و"Kentucky Means Paradise"، والتي أصدرتها فرقة غرين ريفر بويز مع غلين كامبل، وأصدر بعدها سلسلة من الأغاني والألبومات التي لم تشهد نجاحا.
من عام 1964 بدأ كامبل بالظهور على التلفزيون على برنامج ستار روت من تقديم رود كاميرون،  وفي برنامج شينديغ على ايه بي سي وبرنامج هوليوود جامبوري.
في عام 1965 سجل أنجح أغانيه حتى تلك الفترة، لأغنية "Universal Soldier" للمغنية بافي سانت ماري، ووصلت للمركز 45 على قائمة بيلبورد لأغاني البوب. ومع ذلك، فعندما سؤل عن الرسالة السلمية للأغنية، قال أن «الناس الذين يدافعون عن حرق أوراق التجنيد يجب أن يشنقوا».
لم تنجح أعماله اللاحقة فرأت شركة كابيتول أن تسقط كامبل من الشركة عام 1966، وفي تلك الفترة تعاون مع المنتج آل ديلوري. تعاونا على إصدار أغنية "Burning Bridges" للمغني جاك سكوت، والتي حققت نجاحا ووصلت للمركز 18 على قائمة أغاني الكانتري في أوائل عام 1967،  وأدخلها في الألبوم الذي يحمل نفس الاسم.

### أواخر الستينات

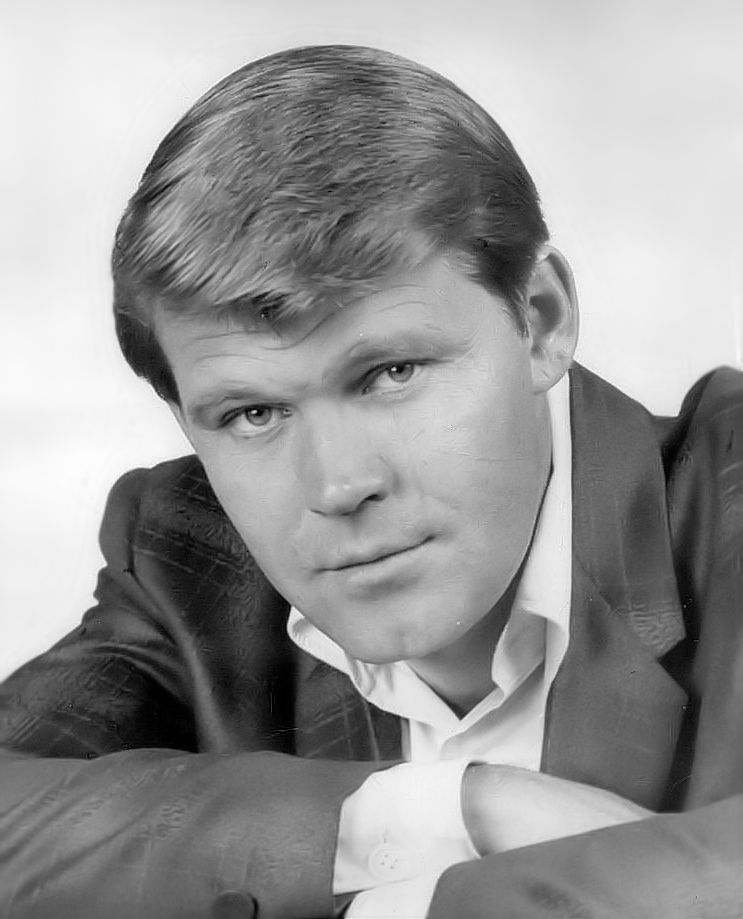
غلين كامبل عام 1967

تعاون كامبل ودي لوري مجددا عام 1967 في أغنية "Gentle on My Mind"، التي كتبها جون هارتفورد.
حققت الأغنية نجاحا فوريا. وتبعتها أعمال ناجحة أخرى "By the Time I Get to Phoenix" في عام 1967، و"I Wanna Live" و"Wichita Lineman" في عام 1968. في عام 1969 غنى أغنية فيلم «عزم حقيقي» من تلحين إلمر بيرنشتاين والشاعر الغنائي دون بلاك، وشارك كامبل في بطولة الفيلم، وترشح لجائزتي الأوسكار وجولدن جلوب لأفضل أغنية.
فاز كامبل بأربعة جوائز غرامي لأدائه في أغنيتي "Gentle on My Mind" و"By the Time I Get to Phoenix".
تم اختيار أغنية "Wichita Lineman" باعتبارها إحدى أعظم الأغاني في القرن العشرين من قبل مجلة موجو في عام 1997 وبليندر في عام 2001.

### السبعينات
ظهر كامبل كمقدم بديل عام 1968 في برنامج سموذرز بروذرز، ثم بدأ بتقديم برنامجه الأسبوعي الخاص، "برنامج غلين كامبل"، من يناير 1969 حتى يونيو 1972. في ذروة شعبيته، نشرت سيرته الذاتية "قصة غلين كامبل” عام 1970 بقلم فريدا كريمر.

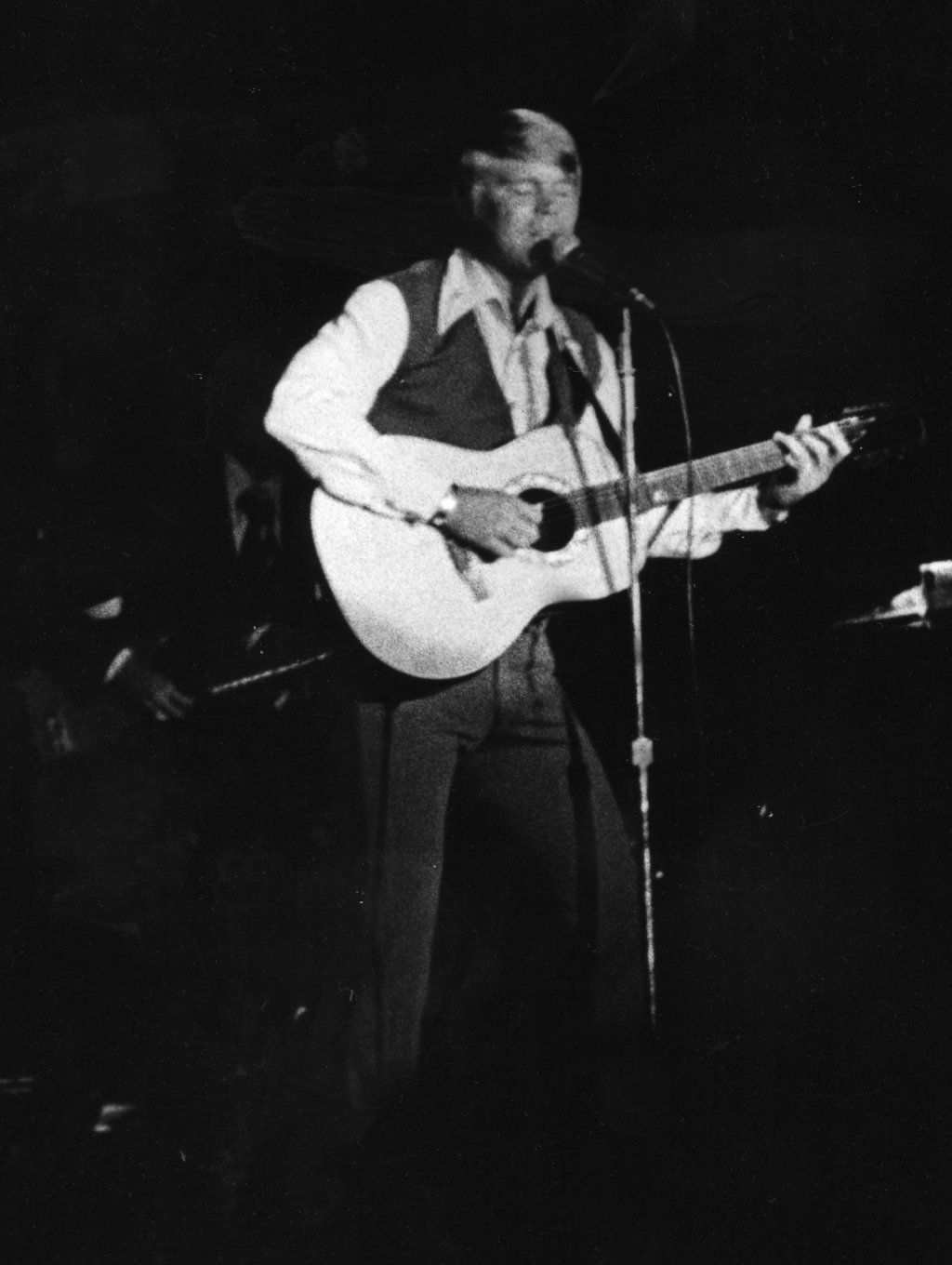
كامبل يغني في مهرجان ولاية ميشيغان عام 1970

استضاف كامبل في برنامجه أسماء كبيرة في الموسيقى مثل: البيتلز، ديفيد غيتس وبريد، ومونكيز، نايل دياموند، ليندا رونستات، جوني كاش، ميرل هاغارد، ويلي نيلسون، وايلون جيننغز، روجر ميلر. كما ساعد على إنجاح مسيرة فنانين مثل آن موراي وميل تيليس وجيري ريد الذين ظهروا بانتظام في برنامجه.
أصدر كامبل في تلك الفترة سلسلة طويلة من الأغاني وظهر في أفلام مثل عزم حقيقي (1969) مع جون وين وكيم داربي وفيلم نوروود (1970) مع كيم داربي وجو ناماث.
بعد إلغاء برنامجه عام 1972، ظل كامبل يظهر على شاشة التلفزيون. كما مثل في فيلم تلفزيوني بعنوان Strange Homecoming، مع روبرت كولب ليف غاريت. واستضاف عددا من البرامج التلفزيونية الخاصة. كما شارك في استضافة حفل جوائز الموسيقى الأمريكية بين عامي 1976-78. قدم برنامجا غنائيا من نصف ساعة بين عامي 1982-1983.
في منتصف الشبعينات، وأصدر عدة أغاني ناجحة وكانت أشهرها أغنية "Rhinestone Cowboy"، "Southern Nights" وكلاهما تصدرتا قائمة بيلبورد لأغاني الكانتري والبوب معا.
أصبحت أغنية "Rhinestone Cowboy" أنجح أغاني كامبل، وبيع منها أكثر من مليوني نسخة. وكان كامبل قد سمع الأغنية عام 1974 عندما غناها كاتب الأغاني لاري ويس الذي كان يقوم بجولة في أستراليا. واستخدمت الأغنية في عدد من الأفلام، وكان مصدر إلهام لفيلم راينستون عام 1984 من بطولة دولي بارتون وسيلفستر ستالون.
أعاد كامبل إصدار الأغنية في نسخة تكنو/بوب عام 2002 في بريطانيا مع الفنانين ريكي ودياز حيث وصلت للمركز العاشر في قائمة أغاني المملكة المتحدة.
من عام 1971 إلى عام 1983، كان كامبل من مقدمي بطولة لوس أنجلس المفتوحة السنوية للغولف في جولة PGA.

### الثمانينات وما بعدها
ظهر كامبل في دور شرفي عام 1980 فيلم كلينت إيستوود Any Which Way You Can، وغنى فيه أغنية الفيلم.
في عام 1999 ظهر كامبل في برنامج Behind the Music من قناة VH -1، كما ظهر في برنامج Biography في شبكة A&E عام 2001، وعلى عدد من برامج CMT. واختير كامبل في المرتبة 29 من أفضل 40 مغنيا من قناة CMT في عام 2003.

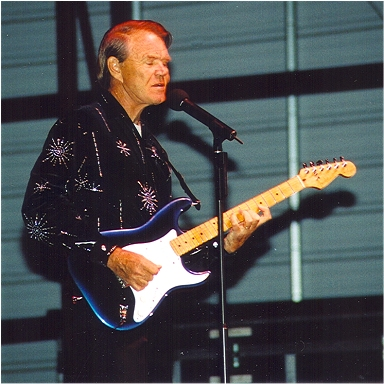
كامبل عام 2004.

كما يرجع له الفضل في منح ألان جاكسون فرصته الكبرى. التقى كامبل مع زوجة جاكسون (وكانت مضيف في خطوط بيدمونت) في مطار أتلانتا، وقدم لها بطاقة عمل مدير النشر الخاص به. ذهب جاكسون للعمل لدى شركة كامبل للنشر، وأصدر بعدها عدة أغاني ناجحة. كما كان مصدر إلهام للمغني الأسترالي كيث أوربان.
في عام 2005، أدخل كامبل في قاعة مشاهير موسيقى الريف.
في أبريل 2008، عاد كامبل إلى كابيتول، وأصدر ألبومه Meet Glen Campbell. صدر الألبوم في 19 أغسطس من تلك السنة. غنى في الألبوم أغاني من أصناف موسيقية مختلفة، وغنى أعمالا لفنانين آخرين مثل ترافيس، يو تو، توم بيتي وهارت بريكرز، جاكسون براون وفو فايترز. وكان أول إصدار لكامبل على كابيتول منذ أكثر من 15 عاما. وساهم في الألبوم موسيقيون من فرق مثل Cheap Trick وJellyfish. في مارس 2010، أعلن كامبل عن إصدار ألبوم وداعي بعنوان Ghost on the Canvas.

## الحياة الشخصية

### العلاقات والأطفال
تزوج كامبل أربع مرات، وهو أب لخمسة أبناء وثلاث بنات، تتراوح سنة ولادتهم بين عامي 1956-1986. الابنة الكبرى هي ديبي، من زواجه (1955-1959) من ديان كيرك. بعد طلاقه من كيرك، تزوج من بيلي جين نانلي، وهي خبيرة تجميل من كارلسباد وأنجب منها كيلي وترافيس وكين. وانفصلا في عام 1975 بعد فترة وجيزة تزوج من الزوجة الثانية للمغني ماك ديفيس، وتدعى سارة بارغ، في عام 1976. أنجبا طفلا واحدا هو ديلون ثم تطلقا في عام 1980، بعد ثلاثة أسابيع من ولادة ديلون.
بين عامي 1980-1981 كان كامبل على علاقة مع مغنية الريف تانيا تاكر ابنة الواحدة والعشرين عاما، وكانت علاقتهما موضوع كلام الصحف لعدة أشهر. تزوج كامبل من كيمبرلي وولن عام 1982. التقت وولن مع غلين في موعد أعمى عام 1981. وأنجبا ثلاثة أطفال هم كال وشانون وابنته أشلي الذين انضموا لوالدهم على خشبة المسرح منذ عام 2010 كجزء من جولاته. كان كامبل قد تربى على كنيسة المسيح،  وانضم هو ووولن إلى الكنيسة المعمدانية في فينيكس. وفي مقابلة أجرياها 2008 ذكرا بأنهما كانا من أتباع اليهودية المسيانية لعقدين من الزمن.

### الآراء السياسية
ادى كامبل النشيد الوطني في المؤتمر الوطني الجمهوري عام 1980، وقدم عددا من الحملات السياسية للحزب الجمهوري بعدها. على أنه ابتعد عن السياسة في برنامجه.

### تشخيص ألزهايمر
أعلن كامبل في يونيو 2011 أنه تم تشخيصه بمرض الزهايمر قبل ستة أشهر. وكان يعاني من فقدان الذاكرة القصيرة لسنوات. انطلق كامبل في جولة وداعية أخيرة، مع ثلاثة من أطفاله. وآخر جولة ظهر فيها كانت في 30 نوفمبر 2012 في نابا، كاليفورنيا. غنى كامبل أغنية "Rhinestone Cowboy" كوداع في حفل توزيع جوائز غرامي 2012 الذي جرى في 12 فبراير 2012.

### الوفاة
فارق المغني الأمريكي غلين كامبل Glen Campbell الحياة عن عمر ناهز الـ 81 عاما، وبعد صراع طويل مع مرض الزهايمر، حسبما أفاد بيان صادر عن عائلته في موقع التواصل الاجتماعي فيسبوك.
وجاء في البيان: «بقلوب أثقلها الحزن، نعلن وفاة زوجنا الحبيب، ووالدنا وجدنا المغني الأسطوري وعازف الإيتار غلين ترافيس كامبل».
دفن في مقابر عائلة كامبل في بيلزناون، أركنساس.

## الجوائز

### أكاديمية موسيقى الريف
- ألبوم السنة 1967 - Gentle on My Mind
- أفضل مغني 1967
- أفضل ألبوم 1968 - Bobbie Gentry & Glen Campbell
- أفضل مغني 1968
- شخصية التلفزيون في السنة 1968
- شخصية التلفزيون في السنة 1971
- أغنية السنة 1975 - Rhinestone Cowboy
- جائزة الرائد 1998

### جوائز الموسيقى الأمريكية
- أفضل أغنية بوب/روك 1976 - Rhinestone Cowboy
- أفضل أغنية كانتري 1976 - Rhinestone Cowboy
- أفضل ألبوم كانتري 1977 - Rhinestone Cowboy

### جمعية موسيقى الريف
- فنان السنة 1968
- مغني السنة 1968

### جمعية موسيقى الريف في بريطانيا العظمى
- فنان السنة 1974[60]

### هيئات إذاعة الريف
- جائزة هيئات إذاعة الريف لمنجزات المسيرة 2012[61]

### قاعة شاهير موسيقى الريف
- أدخل في عام 2005

### جائزة دوف
- ألبوم لفنان علماني 1986 - No More Night
- أغنية غوسبل جنوبية للعام 1992 - Where Shadows Never Fall
- ألبوم الكانتري للعام 2000—A Glen Campbell Christmas[62]

### جوائز غرامي
- أفضل أداء صوتي لمغني كانتري 1967 - Gentle on My Mind
- أفضل تسجيل كانتري 1967 — Gentle on My Mind
- أفضل أداء صوتي لمغني 1967 - By the Time I Get to Phoenix
- أفضل أداء صوتي معاصر لمغني 1967—By the Time I Get to Phoenix
- ألبوم السنة 1968—By the Time I Get to Phoenix
- جوائز قاعة مشاهير غرامي 2000—Wichita Lineman
- جوائز قاعة مشاهير غرامي 2004 - By the Time I Get to Phoenix
- جوائز قاعة مشاهير غرامي 2008—Gentle on My Mind
- جائزة غرامي عن كامل الإنجازات 2012[63]

### قاعة مشاهير الموسيقيين
- أدخل في عام 2007 (كجزء من فريق ريكينغ كرو)

### جوائز كيو
- جائزة كيو ليجيند 2008[64]

## أفلام
| السنة | العنوان                 | الدور                            |
| ----- | ----------------------- | -------------------------------- |
| 1965  | Baby the Rain Must Fall | Band Member                      |
| 1967  | The Cool Ones           | Patrick                          |
| 1969  | الحصى الحقيقي (فيلم)    | La Boeuf                         |
| 1970  | Norwood                 | Norwood Pratt                    |
| 1980  | اني ويتش واي يو كان     | Singer at Lion Dollar Cowboy Bar |
| 1986  | Uphill All the Way      | Capt. Hazeltine                  |
| 1991  | روك أ دودل              | Chanticleer (voice)              |

## روابط خارجية
- غلين كامبل على موقع IMDb (الإنجليزية)
- غلين كامبل على موقع الموسوعة البريطانية (الإنجليزية)
- غلين كامبل على موقع ألو سيني (الفرنسية)
- غلين كامبل على موقع ميوزك برينز (الإنجليزية)
- غلين كامبل على موقع رولينغ ستون (الإنجليزية)
- غلين كامبل على موقع أول موفي (الإنجليزية)
- غلين كامبل على موقع قاعدة بيانات الأفلام السويدية (السويدية)
- غلين كامبل على موقع إن إن دي بي (الإنجليزية)
- غلين كامبل على موقع أول ميوزيك (الإنجليزية)
- غلين كامبل على موقع ديسكوغز (الإنجليزية)